# Rauhfaser
Rauhfaser was een radioprogramma van de KRO dat werd uitgezonden op Hilversum 3. Het programma werd vanaf oktober 1977 uitgezonden onder de oorspronkelijke naam Gort en watergruwel. De laatste uitzending van Rauhfaser was op 30 september 1981. Het programma werd gepresenteerd door Hans Wijnants, Wijnands of Wynants Het programma had een anarchistisch karakter en bevatte hoorspelachtige elementen en gedramatiseerde documentaires. De muziek bestond vooral uit new wave. Vaste onderdelen waren Brom en Ruis, de hypochonder en een serie over de fictieve punkgroep The Snacks met Peter van Bruggen als hun corrupte manager Simon Steekpenning. Verder werkten aan het programma mee Cees Grimbergen, en Vincent en Jeroen van Merwijk.